# Светско првенство у атлетици у дворани 2006 — 1.500 метара за жене
Трка на 1.500 метара у женској конкуренцији на Светском првенству у атлетици 2006. у Москви одржано је 11. и 12. марта у Спортском центру „Олимпијски“.
Титулу освојену у Будимпешти 2004, није бранила Кутре Дулеша из Етиопије.

## Земље учеснице
Учествовало је 17 такмичарки из 13 земаља.
1. Алжир (1)
2. Бахреин (1)
3. Етиопија (1)
4. Литванија (1)
5. Румунија (1)
6. Русија (2)
7. САД (2)
8. Словенија (1)
9. Србија и Црна Гора (1)
10. Уједињено Краљевство (1)
11. Украјина (2)
12. Француска (2)
13. Шпанија (1)

## Освајачи медаља
| Освајачи медаља |                |                    |  |  |  |  |
|                 |                |                    |  |  |  |  |
|                 |                |                    |  |  |  |  |
|                 |                |                    |  |  |  |  |
| Јулија Фоменко  | Елена Соболева | Марјам Јусуф Џамал |  |  |  |  |
| Русија          | Русија         | Бахреин            |  |  |  |  |

## Рекорди
Стање 9. март 2006.
| Рекорди пре почетка Светског првенства 2006. | Рекорди пре почетка Светског првенства 2006. | Рекорди пре почетка Светског првенства 2006. | Рекорди пре почетка Светског првенства 2006. | Рекорди пре почетка Светског првенства 2006. | Рекорди пре почетка Светског првенства 2006. |
| -------------------------------------------- | -------------------------------------------- | -------------------------------------------- | -------------------------------------------- | -------------------------------------------- | -------------------------------------------- |
| Светски рекорд                               | 3:58,28                                      | Елена Соболева                               | Русија                                       | Москва, Русија                               | 18. фебруар 2006.                            |
| Рекорди светских првенстава                  | 4:01,67                                      | Реџајна Џејкобс                              | Сједињене Државе                             | Бирмингем, Уједињено Краљевство              | 16. март 2003.                               |
| Најбољи резултат сезоне                      | 3:58,28                                      | Елена Соболева                               | Русија                                       | Москва, Русија                               | 18. фебруар 2006.                            |
| Афрички рекорд                               | 4:01,90                                      | Кутре Дулеша                                 | Етиопија                                     | Карлсруе, Немачка                            | 15. фебруар 2004.                            |
| Азијски рекорд                               | 4:01,82                                      | Марјам Јусуф Џамал                           | Бахреин                                      | Валенција, Шпанија                           | 11. фебруар 2006.                            |
| Северноамерички рекорд                       | 3:59,98                                      | Реџајна Џејкобс                              | Сједињене Државе                             | Бостон, САД                                  | 1. фебруар 2003.                             |
| Јужноамерички рекорд                         | 4:14,05                                      | Летитија Врисде                              | Суринам                                      | Будимпешта, Мађарска                         | 12, фебруар 1992.                            |
| Европски рекорд                              | 3:58,28                                      | Елена Соболева                               | Русија                                       | Москва, Русија                               | 18. фебруар 2006.                            |
| Океанијски рекорд                            |                                              |                                              |                                              |                                              |                                              |

### Најбољи резултати у 2006. години
Десет најбољих атлетичарки године на 1.500 метара у дворани пре првенства (10. марта 2006), имале су следећи пласман.
| 1.  | Елена Соболева           | Русија   | 3:58,28 | 18. фебруар |
| 2.  | Јулија Фоменко           | Русија   | 4:01,26 | 18. фебруар |
| 3.  | Марјам Јусуф Џамал       | Бахреин  | 4:01.82 | 21. фебруар |
| 4.  | Јелена Каналес           | Русија   | 4:03,53 | 18. фебруар |
| 5.  | Олга Комјагина           | Русија   | 4:04,33 | 25. фебруар |
| 6.  | Олесја Чумакова-Михејева | Русија   | 4:04,39 | 18. фебруар |
| 7.  | Корина Думбравеан        | Румунија | 4:04,69 | 11. фебруар |
| 8.  | Ана Алминова             | Русија   | 4:05,75 | 25. фебруар |
| 9.  | Наталија Горелова        | Русија   | 4:06,25 | 18. фебруар |
| 10. | Алесија Турава           | Украјина | 4:06,46 | 11. фебруар |

Такмичарке чија су имена подебљана учествовале су на СП 2006.

## Сатница
| Датум          | Време | Ниво          |
| -------------- | ----- | ------------- |
| 11. март 2006. | 11:35 | Квалификације |
| 12. март 2006. | 18:15 | Финале        |

## Резултати

### Квалификације
Такмичење је одржано 11. марта 2006. године. Такмичарке су биле подељене у 2 групе. За пласман у полуфинале пласирале су се по 3 првопласиране из група (КВ) и 3 према постигнутом резултату (кв).,,.
Почетак такмичења: група 1 у 11:35, група 2 у 11:45.
| Плас. | Група | Атлетичарка        | Земља                | ЛР       | ЛРС     | Резултат | Белешка |
| ----- | ----- | ------------------ | -------------------- | -------- | ------- | -------- | ------- |
| 1.    | 1     | Јулија Фоменко     | Русија               | 3:58,68о | 4:01,26 | 4:09,92  | КВ      |
| 2.    | 1     | Марјам Јусуф Џамал | Бахреин              | 3:56,79о | 4:01,82 | 4:09,93  | КВ      |
| 3.    | 1     | Ирина Лишчинска    | Украјина             | 4:02,60о | 4:09,25 | 4:10,12  | КВ      |
| 4.    | 1     | Ен Деиба           | Француска            | 4:00,49о | 4:08,53 | 4:10,73  | кв      |
| 5.    | 1     | Treniere Clement   | САД                  | 4:05,77о | 4:08,13 | 4:11,64  | кв      |
| 6.    | 1     | Нахида Тоухами     | Алжир                | 4:05,25о | 4:14,24 | 4:12,09  | кв, ЛР  |
| 7.    | 1     | Ирина Краковјак    | Литванија            | 4:03,19о | 4:10,74 | 4:14,27  |         |
| 8.    | 2     | Марија Мартинс     | Француска            | 4:04,55о | 4:11,20 | 4:14,34  | КВ      |
| 9.    | 2     | Елена Соболева     | Русија               | 3:58,28  | 3:58,28 | 4:14,51  | КВ      |
| 10.   | 2     | Корина Думбравеан  | Румунија             | 4:04,56о | 4:04,69 | 4:14,76  | КВ      |
| 11.   | 2     | Наталија Тобијас   | Украјина             | 4:04,78о | 4:07,26 | 4:15,55  |         |
| 12.   | 2     | Меставот Тадесе    | Етиопија             | 4:04,95о |         | 4:15,61  | ЛРС     |
| 13.   | 2     | Тифани Маквилијамс | САД                  | 4:06,75о | 4:09,17 | 4:15,80  |         |
| 14.   | 2     | Нурија Фернандез   | Шпанија              | 4:03,57о | 4:12,15 | 4:17,12  |         |
| 15.   | 2     | Катрина Вутон      | Уједињено Краљевство | 4:09,65  | 4:09,65 | 4:17,90  |         |
| 16.   | 2     | Соња Столић        | Србија и Црна Гора   | 4:09,17о | 4:20,90 | 4:19,94  | ЛР      |
| 17.   | 1     | Соња Роман         | Словенија            | 4:08,30о | 4:18,53 | 4:27,96  |         |

### Финале
Такмичење је одржано 12. марта 2006. године у 18:15.
| Поз. | Атлетичарка        | Земља     | Резултат | Белешка |
| ---- | ------------------ | --------- | -------- | ------- |
|      | Јулија Фоменко     | Русија    | 4:04,70  |         |
|      | Елена Соболева     | Русија    | 4:05,21  |         |
|      | Марјам Јусуф Џамал | Бахреин   | 4:05.53  |         |
| 4.   | Ен Деиба           | Француска | 4:05,67  | НР, ЛР  |
| 5.   | Ирина Лишчинска    | Украјина  | 4:07,82  | ЛРС     |
| 6.   | Корина Думбравеан  | Румунија  | 4:08,29  |         |
| 7.   | Treniere Clement   | САД       | 4:11,21  |         |
| 8.   | Марија Мартинс     | Француска | 4:15,17  |         |
| 9.   | Нахида Тоухами     | Алжир     | 4:19,44  |         |

### Пролазна времена
| Дистанца | Атлетичарке    | Земља     | Време   |
| -------- | -------------- | --------- | ------- |
| 400 м    | Јулија Фоменко | Русија    | 1:06,34 |
| 800 м    | Елена Соболева | Русија    | 2:13,55 |
| 1.200 м  | Ен Деиба       | Француска | 3:17,92 |